# Swamp Women
Swamp Women este un film noir polițist și de aventuri din 1956 regizat și produs de Roger Corman. Rolurile principale au fost interpretate de actorii  Carole Mathews, Beverly Garland și Marie Windsor, cu Mike Connors și Ed Nelson în roluri secundare.  
Filmul o prezintă pe polițista sub acoperire Lee Hampton, care se infiltrează într-o bandă de trei femei pe care autoritățile le lasă să scape din închisoare. Evadarea este parte a unui complot mai mare de a descoperi locul diamantelor ascunse în mlaștinile din  Louisiana. Filmul este cunoscut uneori și sub denumirile  Cruel Swamp sau Swamp Diamonds.
În prezent, Swamp Women aparține domeniului public. În iulie 1993 filmul a fost parodiat în serialul TV SF de comedie  Mystery Science Theater 3000 în episodul Swamp Diamonds.

## Prezentare
Trei femei scapă din închisoare, împreună cu o polițistă sub acoperire, Lee Hampton, și încep căutarea unor diamante furate ascunse în mlaștinile din  Louisiana. Evadarea, permisă de autorități, este partea a unui plan mai mare al autorităților de a descoperi și recupera diamantele furate. Când își dau seama că diamantele au fost recuperate de polițista sub acoperire, autoritățile doresc să le prindă și să le închidă din nou pe cele trei femei și să predea diamantele proprietarului legal. Dar acest plan eșuează.    
În timpul căutării celor trei femei prin mlaștină, acestea fură o barcă de la un geolog și de la prietena sa, după care prietena geologului moare atacată de aligatori.
După recuperarea diamantelor, una dintre cele trei femei le înșeală pe celelalte, încercând să se strecoare cu armele și diamantele, dar este ucisă. Cele două femei rămase în viață încep să suspecteze polițista sub acoperire și amenință că ucid geologul dacă nu-și dezvăluie adevărata identitate.
Are loc o luptă între cele două femei și polițista sub acoperire, ajutată de geolog. Lupta oferă autorităților suficient timp să apară și să le închidă pe cele două fugare rămase în viață.

## Distribuție
- Marie Windsor - Josie
- Carole Mathews - polițista Lee
- Beverly Garland - Vera
- Mike Connors - Bob
- Jill Jarmyn - Billie
- Susan Cummings - Marie
- Ed Nelson - Sergent de poliție
- Jonathan Haze - Charlie the Pickpocket
- Lou Place - Căpitanul J. R. Goodrich

## Producție
Filmările au avut loc în Louisiana și a fost realizat în 10 sau 22 de zile, în funcție de sursă. Actorii au fost nevoiți să-și realizeze propriile cascadorii, inclusiv contactul cu șerpi sau căderi din copaci. Distribuția filmului a fost adăpostită într-un motel abandonat, cu puțină apă doar rece și nu caldă, iar un pat s-a prăbușit în timp ce o actriță dormea pe el.

## Lansare pentru acasă
- Filmul este disponibil online pe câteva web-site-uri, inclusiv YouTube [4]
- Filmul a fost lansat de numeroase companii ca un disc 'bargain box'.
- Versiunea MST3K a filmului a fost lansată de Rhino Home Video ca parte a seturilor de DVD-uri Collection, Volume 10 și Collection, Volume 10.2 .
- Filmul se află și într-o colecție cu numeroase DVD-uri numită  Girls Gone Bad.